# Maxim Rausch
Maxim Rausch (* 18. Februar 2003 in Miass, Russland) ist ein deutscher Eishockeyspieler, der seit Juli 2024 bei den Fischtown Pinguins Bremerhaven aus der Deutschen Eishockey Liga (DEL) unter Vertrag steht und dort auf der Position des Verteidigers spielt. Zuvor war Rausch bereits für die Iserlohn Roosters aktiv, wo er bereits in der Saison 2021/22 zu seinem DEL-Debüt gekommen war.

## Karriere

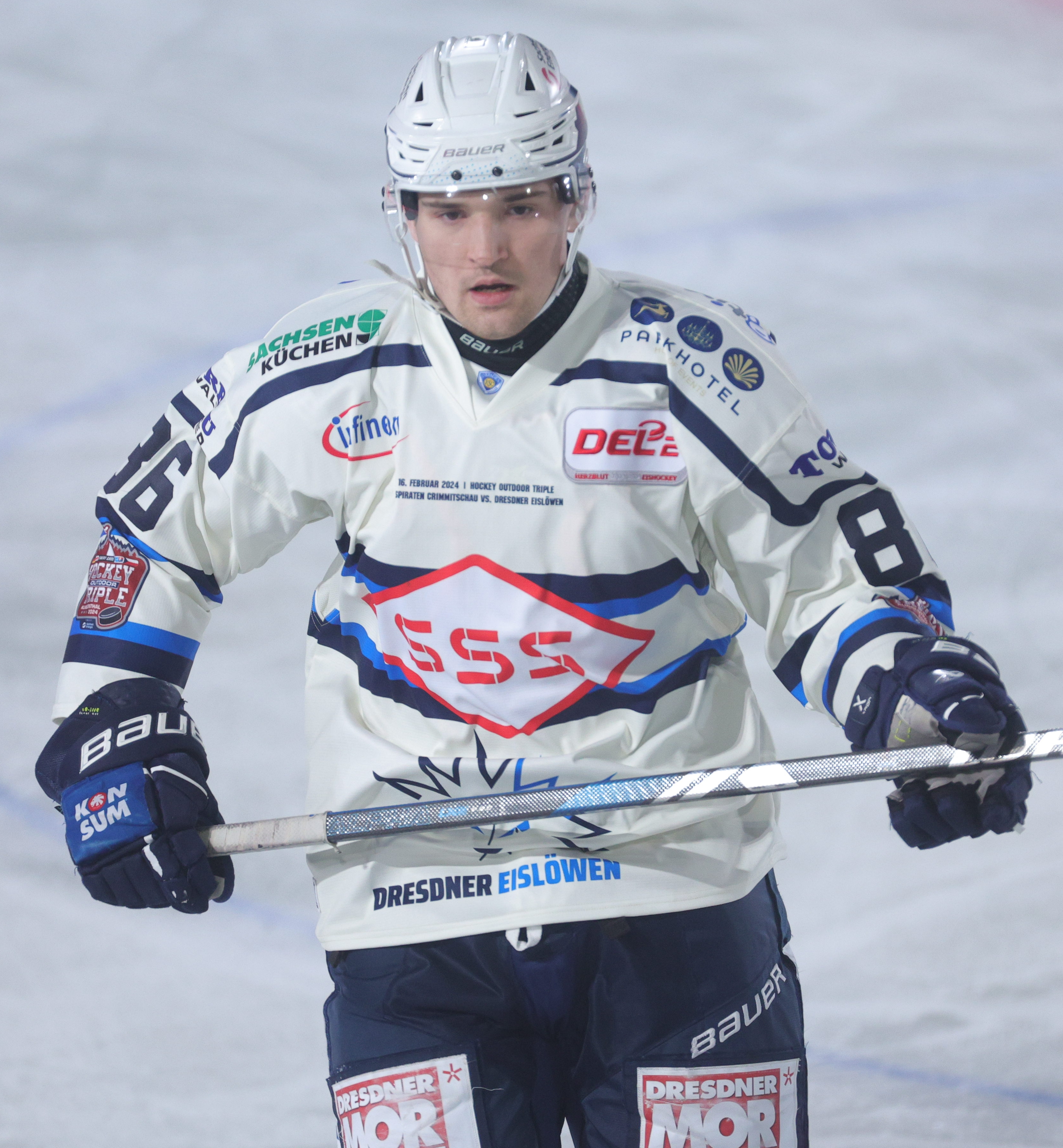
Rausch im Trikot der Dresdner Eislöwen (2024)

Nach Anfängen beim EHC Erfurt ließ sich Maxim Rausch ab 2016 zwei Jahre lang bei Eissport Weißwasser ausbilden. 2018 wechselte er zur Düsseldorfer EG, bevor er ein Jahr später von den Jungadler Mannheim verpflichtet wurde. Dort kam er schon im Alter von 16 Jahren hauptsächlich im U20-Team, das in der Deutschen Nachwuchsliga antrat, zum Einsatz. Da der Spielbetrieb der DNL in der Folgesaison wegen der COVID-19-Pandemie abgebrochen wurde, wurde er an den EHC Freiburg aus der DEL2 ausgeliehen, bei dem er sein Debüt im Profieishockey feierte. 
Im Mai 2021 unterschrieb er einen mehrjährigen Vertrag bei den Iserlohn Roosters aus der Deutschen Eishockey Liga (DEL). Der Verteidiger kam in der ersten Hälfte der Saison 2021/22 zu 20 DEL-Einsätzen. Bei einem Spiel gegen die Grizzlys Wolfsburg löste er nach der Schlusssirene eine Massenschlägerei aus und wurde für vier Spiele gesperrt. Per Förderlizenz wurde er im Dezember 2021 an die Kassel Huskies aus der DEL2 ausgeliehen, für die er anschließend bis Saisonende aktiv war. Um mehr Spielpraxis zu erhalten, wechselte er im September 2022 zu den Eispiraten Crimmitschau erneut in die DEL2. Der Vertrag mit den Eispiraten wurde kurz vor Transferende im Februar 2023 wieder aufgelöst, um zu den Roosters zurückzukehren. In der Saison 2023/24 gehörte er zunächst erneut dem Iserlohner Kader an, bevor er ab dem Jahreswechsel bis zum Ende der Saison per Förderlizenz an den Zweitligisten Dresdner Eislöwen ausgeliehen wurde.
Vor der Saison 2024/25 wurde der Verteidiger vom Vizemeister Fischtown Pinguins Bremerhaven verpflichtet.

### International
Ab seiner Zeit in Weißwasser wurde Maxim Rausch regelmäßig in die Nachwuchsnationalmannschaften des Deutschen Eishockey-Bundes berufen. Im Jahr 2021 nahm er an der U18-Junioren-Weltmeisterschaft teil. In vier Turniereinsätzen blieb er dabei punktlos.
Zu seinem ersten Einsatz in der deutschen A-Nationalmannschaft kam Rausch Anfang Februar 2025, als er von Bundestrainer Harold Kreis für die Testspiele gegen die Slowakei erstmals in den Perspektivkader berufen worden war.

## Karrierestatistik
Stand: Ende der Saison 2024/25

### International
Vertrat Deutschland bei:
- U18-Junioren-Weltmeisterschaft 2021

(Legende zur Spielerstatistik: Sp oder GP = absolvierte Spiele; T oder G = erzielte Tore; V oder A = erzielte Assists; Pkt oder Pts = erzielte Scorerpunkte; SM oder PIM = erhaltene Strafminuten; +/− = Plus/Minus-Bilanz; PP = erzielte Überzahltore; SH = erzielte Unterzahltore; GW = erzielte Siegtore; 1 Play-downs/Relegation; Kursiv: Statistik nicht vollständig)